# Laurence Revey

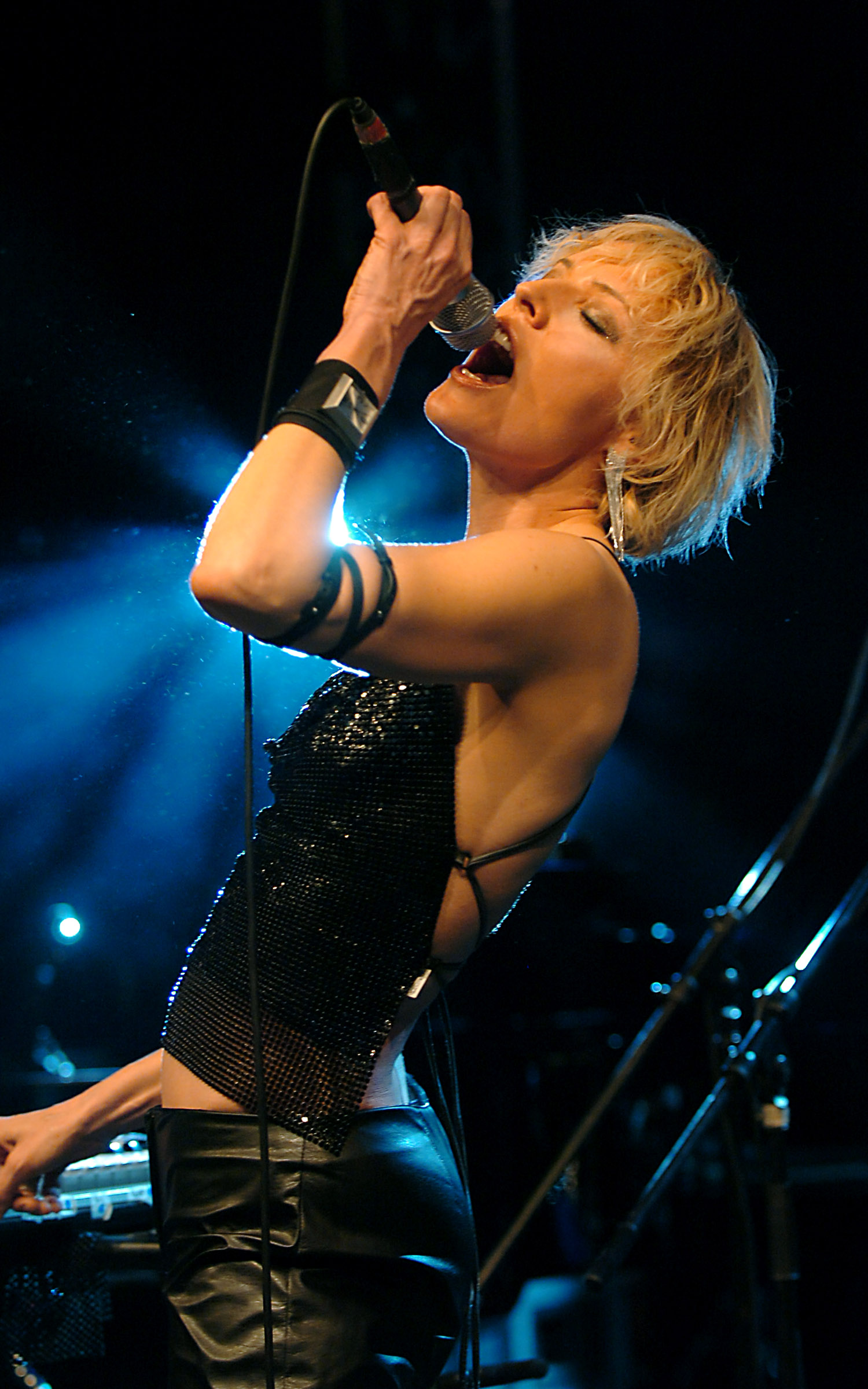
Laurence Revey (2009)

Laurence Revey (* 22. Dezember 1965 in Siders) ist eine Schweizer Musikproduzentin, Komponistin, Sängerin und Autorin. mit einem Stimmumfang von fast vier Oktaven, bis zum zweigestrichenen Fis.

## Leben
Die gebürtige Schweizerin absolvierte bei Philippe Brigaud und Claude Matthieu in Paris eine Schauspielausbildung.  Sie besuchte Kurse des Actors Studio im American Center in Paris. Anschließend studierte sie in Genf das Fach Oper und am Conservatoire de Lausanne klassischen Gesang. Der Kontakt zu afrikanischen Musikern weckte ihr Interesse an Dialekten und Mundarten, die sie später neben dem Französischen und Englischen in ihr Repertoire aufnahm. Es folgten erste Soloauftritte als Sängerin in Bars.

## Projekte
Ihre erste Demo-CD nahm sie in London mit Unterstützung des englischen Produzenten Pete Brown auf. Ihr erstes Album stellte der Engländer Chris Birkett mit ihr zusammen.
Mit dem Produzenten Hector Zazou nahm sie ein Album auf. In einem nächsten Schritt engagierte sie Musiker der nordeuropäischen Elektrojazz-Szene für eine Elektroversion des Projekts: Nils Petter Molvear (ECM), Bugge Wesseltoft, das Londoner Kollektiv Transglobal Underground (Natacha Atlas), den Schweizer Kontrabassisten Mich Gerber und den Isländer Gus Gus.
Sie trat in unterschiedlichen Funktionen in internationalen Bühnenshows auf und erhielt den Sonderpreis der internationalen Jury des Paléo Festivals präsentiert, gefolgt von ihrem „Solo in Silence“, einer Performance für Solostimme und Live-Sampling. Das Montreux Jazz Festival lud sie ein zu „Laurence Revey & Friends“.
In der Folge ging Laurence Revey in die USA, inspirierte sich dort bei der New Yorker Underground-Szene, vor allem bei Arto Lindsay, zu eigenen Kompositionen und Texten, und reiste dann nach Island, wo sie mit den isländischen Produzenten Bardi Johannsson und Valgeir Sigurdsson das Album „Laurence Revey“ aufnahm.
Sie nahm dann den Titel IMMORTAL auf, zu dem Chris Elliot die Arrangements für die Streicher komponierte. IMMORTAL ist der Titelsong zu Richard Berrys 22 Bullets, einem Actionfilm mit Jean Reno in der Hauptrolle.
2013 spielte Laurence Revey in London mit Mike Pela ihr Album (Tribal-Rock) Opus 1 / Origins: „Alpine Blues / Le Blues des Alpages“.
2016 erschien „Alpine Blues / Le Blues des Alpages“ in der Schweiz. Zur CD gehört das Buch: „Le Blues des Alpages & Alpine Blues“ (Editions d’en Bas). Die Autorin berichtet darin über ihre Prägungen, die Ursprünge ihrer Musik und die künstlerischen Zusammenarbeiten der ersten Jahre. Der englische Texter und Dichter Pete Brown, der Mundartautor Joël Nendaz, der Schweizer Schriftsteller Pedro Lenz und der isländische Autor Andri Snær Magnason waren an dem Projekt beteiligt.
Zahlreiche Titel der Sängerin wurden für internationale Kompilationen ausgewählt, neben den Songs von Daniel Lanois, Talvin Singh, Lamb, Miriam Makeba, Goldfrap, Cesaria Evora, Sigur Rós, Angelique Kidjo, Ute Lemper, Nusrat Fateh Ali Khan u. v. a.

## Diskografie
- 1997 – „Derrière le Miroir“ (Mirror) – (mit Chris Birkett)
- 2000 – „Le Cliot di Tsérafouin“ – (The Fairy Hollow) – (mit Hector Zazou, Gabriel Yacoub)
- 2001 – „Le Creux des Fées / The Remixes“ (mit Nils Petter Molvear, Gus Gus, Mich Gerber, Bugge Wesseltoft, Transglobal Underground)
- 2008 – „Laurence Revey“ (mit Arto Lindsay, Tony Levin, Bardi Johannsson, Valgeir Sigurdsson, Huun Huur Tu)
- 2010 – „L’Immortel / 22 Bullets“ – (Soundtrack) – (mit Pete Davis, Chris Elliot, Gerry Leonard)
- 2016 – Opus 1 / Origins „Alpine Blues / Le Blues des Alpages“ (mit Mike Pela, Tony Levin, Gerry Leonard, Pete Davis, David Rhodes, Hamid Mantu, Kenneth Kapstad)

## Kompilationen
- 2000 – One Voice – World Music Network (UK)
- 2001 – Corso Como „Ying/Yang“ Talvin Singh – Afro Celt Sound System…
- 2002 – Alps Music Rough Guide – World Music Network (UK)
- 2003 – Strictly Mundial Compilation (Deutschland)
- 2004 – Corso Como „North / South“ Lamb – Mari Boine – Lisa Gerrard…
- 2005 – Nu Jazz Vol 4 (Österreich)
- 2006 – Off the Beaten Track – World Music Network (UK)
- 2006 – Uzakataki Yakin – The Distant Near (Türkei) Miriam Makeba – Angelique Kidjo…
- 2007 – Fabricantes de Ideas en Europa (Spanien) Ute Lemper – Kimmo Pohjonen…
- 2007 – Corso Como „Il Sacro/Il Profano“ Daniel Lanois – Nusrat Fateh Ali Khan...
- 2008 – Corso Como „Mare Nostrum“ (Italien)
- 2008 – Les Divas de la World – Cesaria Evora, Noa…
- 2009 – Sound Trip Iceland (Deutschland) Sigur Ròs…
- 2010 – Corso Como „The Best of 10 Corso Como“ Lamb, Cassandra Willson, Talvin Singh…

## Film
- 2005 – „Au Sud des Nuages“ – Soundtrack
- 2005 – „Snow White“ – Soundtrack
- 2010 – „L’Immortel / 22 Bullets“ – Soundtrack

## Theater
- 1995 – „Promotion Michel Piccoli“, Bouffes du Nord
- 2002 – „L’Ë é le Fouà“, Produktion des Théâtre de Vidy
- 2006 – „Les Bacchantes“, Teatro Malandro – Chorleitung

## Veröffentlichungen
- 2011 – „Langue et culture : les patois valaisans“ von Laure Grüner in: Le Cahier II, Schweizerische Akademie der Geistes- und Sozialwissenschaften, herausgegeben von Andres Kristol.
- 2012 – „Cippe à Corinna Bille“, inFolio, Etudes Littéraires, Le Cippe.
- 2016 – „Le Blues des Alpages / Alpine Blues“, Verlag Editions d’En-bas.

## Auszeichnungen – Auftritte bei offiziellen Feiern
- 1995 – Sonderpreis der internationalen Jury des Paléo Festivals.
- 1998 – Preis der Suisa-Musikstiftung.
- 1999 – Prix de la Création, Pro Helvetia.
- 1999 – Fernsehfestival von Monte Carlo
- 2002 – Palast der Vereinten Nationen, Genf.
- 2002 – Abschlusszeremonie der Schweizerischen Landesausstellung.
- 2006 – Schweizer Beitrag zu den Olympischen Winterspielen in Turin.
- 2006 – Forum Barcelona (Spanien).
- 2007 – Siebzigstes Jubiläum der Loterie Romande (Lausanne).
- 1998–2014 Verteilungs- und Werkkommission der SUISA – (Schweizer Autorengesellschaft).
- 2015 – Expo Milano 2015.